# (33952) 2000 ML5
2000 ML5 (asteroide 33952) é um asteroide da cintura principal. Possui uma excentricidade de 0.08698230 e uma inclinação de 12.60878º.
Este asteroide foi descoberto no dia 26 de junho de 2000 por LINEAR em Socorro.